# Conrado Flores
Conrado Flores Moreno (Choluteca; 10 de noviembre de 1942-25 de septiembre de 2020) fue un futbolista hondureño que se desempeñaba como delantero.

## Trayectoria
Era apodado "chorotega" y formó parte del Olimpia desde 1963, ganando dos títulos regionales, dos de la Liga Amateur y cuatro de la Liga Nacional, retirándose después de obtener la de la temporada 1971-72.

## Selección nacional
Disputó con la selección de Honduras las clasificatorias para la Copa Mundial de Inglaterra 1966 y del Campeonato de Naciones de la Concacaf de Guatemala 1965, sin lograr calificar a ningún campeonato. Dos años después, en 1967, su país fue sede del Campeonato de Naciones y fue convocado, estando en un partido.

### Participaciones en Campeonatos Concacaf
| Copa                                          | Sede     | Resultado     | Part. | Goles |
| --------------------------------------------- | -------- | ------------- | ----- | ----- |
| Campeonato de Naciones de la Concacaf de 1967 | Honduras | Tercer puesto | 1     | 0     |

## Palmarés

### Títulos regionales
| Título                       | Equipo  | País     | Año  |
| ---------------------------- | ------- | -------- | ---- |
| Liga Mayor Francisco Morazán | Olimpia | Honduras | 1963 |
| Liga Mayor Francisco Morazán | Olimpia | Honduras | 1964 |

### Títulos nacionales
| Título        | Equipo  | País     | Año     |
| ------------- | ------- | -------- | ------- |
| Liga Amateur  | Olimpia | Honduras | 1963-64 |
| Liga Amateur  | Olimpia | Honduras | 1964    |
| Liga Nacional | Olimpia | Honduras | 1966-67 |
| Liga Nacional | Olimpia | Honduras | 1967-68 |
| Liga Nacional | Olimpia | Honduras | 1969-70 |
| Liga Nacional | Olimpia | Honduras | 1971-72 |